# جوناس مورتنسن
جوناس مورتنسن (بالدنماركية: Jonas Mortensen) هو لاعب كرة قدم دنماركي في مركز الدفاع، ولد في 17 يناير 2001 في Alslev ‏ في الدنمارك. لعب مع نادي إيسبيرغ.